# Psygmomorpha trisecta
Psygmomorpha trisecta är en fjärilsart som beskrevs av Diakonoff 1948. Psygmomorpha trisecta ingår i släktet Psygmomorpha och familjen trågspinnare. Inga underarter finns listade.